# Da Unbreakables
Da Unbreakables è il sesto album in studio del gruppo hip hop statunitense Three 6 Mafia, pubblicato nel 2003.

## Tracce
1. They 'Bout to Find Yo' Body – 1:56
2. Fuck That Shit – 4:01
3. Wolf Wolf – 3:44
4. Testin' My Gangsta – 4:34
5. Bin Laden – 5:00
6. Ridin' Spinners (feat. Lil' Flip) – 4:06
7. Try Somethin' (feat. Project Pat) – 3:56
8. Money Didn't Change Me – 3:11
9. Ghetto Chick – 3:27
10. Shake Dat Jelly – 3:04
11. Let's Start a Riot – 4:47
12. Rainbow Colors (feat. featuring Lil Flip) – 4:31
13. Like a Pimp (feat. Project Pat & Pimp C) (Remix) – 3:53
14. Beat'em to da Floor – 2:33
15. Put Cha Dick in Her Mouth – 3:18
16. Mosh Pit (feat. Josey Scott & Lil Wyte) – 3:38
17. You Scared (Pt. 2) – 4:17
18. Dangerous Posse (feat. Lil Wyte & Frayser Boy) – 3:44
19. Outro – 2:18

Durata totale: 69:58